# Barriera tra Israele e la Striscia di Gaza

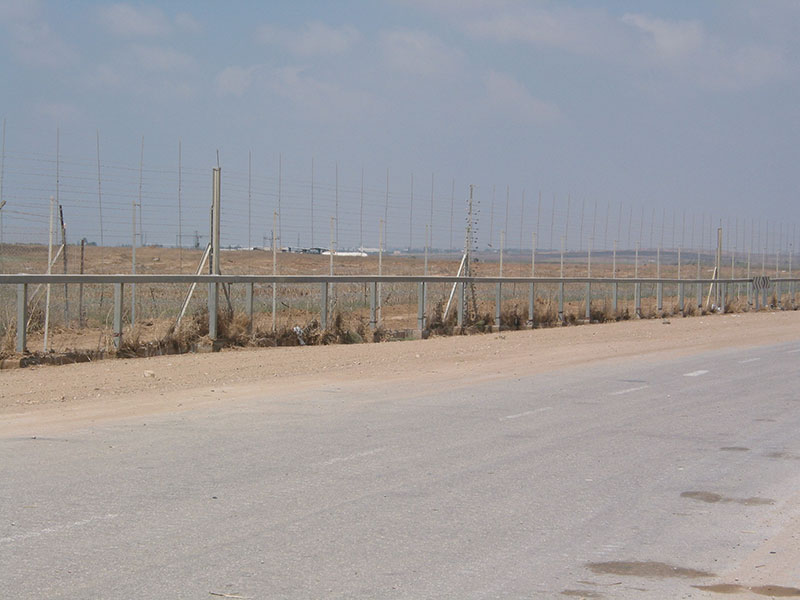
Barriera tra Israele e la striscia di Gaza presso il valico di Karni

La Barriera tra Israele e la striscia di Gaza (vedi la mappa:) è la demarcazione della frontiera tra le due amministrazioni, e fu costruita sotto la guida del primo ministro israeliano Yitzhak Rabin.
Essa è costituita da recinzioni di filo con pali, sensori e zone cuscinetto lungo i terreni confinanti con Israele; in muri di acciaio o calcestruzzo lungo il confine con l'Egitto.

## Origini ed evoluzione
I primi 60 km di barriera sono stati costruiti dopo la firma degli accordi di Oslo nel 1994, sotto la guida del primo ministro israeliano Yitzhak Rabin. Essi furono completati nel 1996, ma sono stati in gran parte demoliti dai palestinesi all'inizio della seconda intifada.
Fra il dicembre 2000 e giugno 2001, la parte della barriera che separa la striscia di Gaza da Israele è stata ricostruita. È stato aggiunto un chilometro di zona cuscinetto e nuovi posti di controllo ad alta tecnologia di osservazione.
Ai soldati sono state fornite anche nuove regole di ingaggio, che, secondo Ha'aretz, prevedono di fare fuoco contro chiunque si aggiri in quest'area di notte.
Lungo il confine con la Rafah egiziana, Israele ha istituito una zona cuscinetto di 200-300 metri, conosciuta come la "Philadelphi Route". Al fine di costruire questa zona cuscinetto, si è stati costretti a demolire numerose case.
Israele ritiene che la barriera sia stata efficace nel prevenire che terroristi e kamikaze penetrassero da Gaza. L'efficacia della barriera ha indotto un cambiamento nella tattica di terroristi e kamikaze palestinesi, che hanno sviluppato i razzi Qassam e mortai a fuoco oltre la barriera.

## Punti di attraversamento
Ci sono tre punti di attraversamento della barriera: a nord il valico di Erez verso Israele, a sud il valico di Rafah verso l'Egitto, a est il valico di Karni, utilizzato solo per le merci.